# Baccio Baldini
Baccio Baldini, född omkring 1436 i Florens, död omkring 1487, var en italiensk guldsmed och kopparstickare verksam under 1400-talet.
Han verkade i nära anslutning till Botticelli och utförde, säkerligen efter dennes teckningar, illustrationer till Dantes Divina comedia i 19 stick, vilka utkom 1481. Bland hans andra, för övrigt mycket sällsynta stick märks tre bilder till Antonio Bettinis Mondo sante di Dio (utgiven 1472).